# Bârlălești, Vaslui
Bârlălești este un sat în comuna Epureni din județul Vaslui, Moldova, România.
În locul numit "Dialul Ciomaga" sau "Râpa Baba lui Tudor" s-au descoperit amfore grecești fragmentare cu resturi de ștampile.
 Acest articol despre o localitate din județul Vaslui este deocamdată un ciot. Puteți ajuta Wikipedia prin completarea lui.

1. ↑  N. Zaharia, M. Petrescu-Dambovita, E. Zaharia (1970). Așezări din Moldova de la paleolitic până în sec. XVIII. p. 340.